# 2000 YD2
2000 YD2, também escrito como 2000 YD2, é um objeto transnetuniano (TNO) que está localizado no cinturão de Kuiper, uma região do Sistema Solar. O mesmo possui uma magnitude absoluta de 7,9 e tem um diâmetro com cerca de 116 km.

## Descoberta
2000 YD2 foi descoberto no dia 17 de dezembro de 2000 pelos astrônomos M. J. Holman e B. Gladman, T. Grav.

## Órbita
A órbita de 2000 YD2 tem uma excentricidade de 0,103 e possui um semieixo maior de 42,937 UA. O seu periélio leva o mesmo a uma distância de 38,501 UA em relação ao Sol e seu afélio a 47,372 UA.